# Großlitzner
Der Großlitzner, oft auch Gross Litzner oder Großer Litzner genannt,  ist ein 3109 m hoher markanter Berg in der Silvretta, über den die Grenze zwischen Österreich und der Schweiz führt. Auf Schweizer Seite liegt der Berg im Kanton Graubünden, auf österreichischer im Bundesland Vorarlberg. Die Erstbesteigung erfolgte am 12. September 1866 durch Jules Jacot und seinen Führer Christian Jann und A. Schlegel.
Der Großlitzner gilt als der lohnendste Kletterberg der Silvretta (Schwierigkeitsgrad des Normalanstiegs II–III). An seiner Nordflanke findet sich der Litzner-Gletscher, an dessen Rand die Saarbrücker Hütte (DAV) steht. Von Osten wie von Westen präsentiert sich der Großlitzner als schlanker, senkrecht aufragender Felsturm.
Großes Seehorn und Großlitzner, die durch das Litzner-Hochjoch (ca. 2960 m) getrennt sind, gelten als das schönste Gipfelpaar der Silvretta. Eine beliebte Klettertour ist die Überschreitung beider Berge von Ost nach West (II und III).